# Orșova
Orșova – wieś w Rumunii, w okręgu Marusza, w gminie Gurghiu. W 2011 roku liczyła 689 mieszkańców.